# Laca-Mali-Cau
Laca-Mali-Cau (Laka Malikau, Lakamalikau, Lokamalikau, Lokamalikan, Laca-Mali) ist eine osttimoresische Aldeia im Suco Maulau (Verwaltungsamt Maubisse, Gemeinde Ainaro). 2015 lebten in der Aldeia 487 Menschen.

## Geographie
Laca-Mali-Cau liegt im Südosten des Sucos Maulau. Westlich befinden sich die Aldeias Aihosan und Hato-Lete, südlich die Aldeia Tara-Bula, nördlich die Aldeia Ussululi und nordöstlich die Aldeia Hato-Cade. Im Osten grenzt Laca-Mali-Cau an das Verwaltungsamt Turiscai (Gemeinde Manufahi) mit seinem Suco Manumera. Durch den Nordwesten und von dort in das Zentrum der Aldeia zum Dorf Laca-Mali-Cau führen Straßen. Nördlich der Straße liegen weitere Häuser.

## Geschichte
Während des Bürgerkrieges zwischen FRETILIN und UDT 1975 wurden 30 UDT-Kämpfer aus Ermera in Laca-Mali-Cau am 14. August von FRETILIN-Anhängern aus Turiscai angegriffen. Acht Häuser wurden niedergebrannt.